# Un soir au club (film)
Pour les articles homonymes, voir Un soir au club.
Pour plus de détails, voir Fiche technique et Distribution.
Un soir au club est un film français réalisé par Jean Achache en 2009 et adapté du roman éponyme Un soir au club de Christian Gailly.

## Synopsis
Venu pour la journée à Brest, Simon Nardis ne peut pas imaginer qu’après dix ans d’éloignement volontaire, l’enchaînement des retards et des trains ratés va l’entraîner dans un club de jazz. Sur scène, le trio conclut le set avec un morceau qui le trouble mystérieusement. Irrésistiblement attiré par le piano, Simon monte sur la scène. Le résultat est pitoyable. Debbie apparaît alors pour le sauver de la noyade.
Suzanne, restée à Paris, sait que, loin du jazz, Simon ne fait que survivre mais qu'au moins, il est vivant. Le fragile équilibre qu’elle avait réussi à préserver vient de se briser dans ce club. Elle entend Simon jouer. Il voudrait encore que la vie décide pour lui. Elle va s'en charger...

## Fiche technique
- Titre : Un soir au club
- Réalisation : Jean Achache
- Scénario : Guy Zilberstein et Jean Achache, d'après le roman de Christian Gailly édité aux éditions de Minuit
- Musique : Michel Benita
- Décors : Marine Blanken
- Costume : Stephan Rollot
- Photo : Crystel Fournier
- Photographe de plateau : Carole Achache
- Montage : Sophie Fourdrinoy
- Producteur : Charles Paviot
  - Bande originale : Le Chant du Monde, distribution Harmonia Mundi
- Ingénieurs du son : Guillaume Sciama, François Musy et Gabriel Hafner
- Pays d'origine :  France
- Langue originale : français
- Durée : 88 minutes
- Tournage : 2009
- Dates de sortie :
  -  France : 11 novembre 2009 (Bretagne), 18 novembre 2009 (sortie nationale)

## Distribution
- Thierry Hancisse : Simon Nardis
- Élise Caron : Debbie Parker
- Marilyne Canto : Suzanne
- Anne Kessler : Anne
- Jean-Paul Bathany : Moineau
- Geordy Monfils : Nicolas
- Gaetan Nicot : le pianiste
- Xavier Lugué : le bassiste
- Marc Delouya : le batteur